# William Flavelle Monypenny
William Flavelle Monypenny, född den 7 augusti 1866, död den 23 november 1912, var en engelsk skriftställare.
Monypenny blev 1899 redaktör för tidningen "Star" i Johannesburg, deltog som engelsk frivillig i boerkriget, återtog därpå ledningen av "Star", men avgick redan 1903, då han ogillade importen av kinesisk arbetskraft till gruvorna. Monypenny fick sedermera i uppdrag att på grundval av Benjamin Disraelis papper skriva dennes biografi, men medhann ej mer än de två första banden (1910-12); arbetet fullbordades av George Earle Buckle.